# Janovík
Janovík je obec na Slovensku v okrese Prešov. V obci žije 385 obyvatel, rozloha katastrálního území činí 2,4 km².

## Poloha
Obec leží v severní části Košické kotliny v údolí řeky Torysa. Území je odlesněné leží na nízké pahorkatině a nivě řeky Torysy, tvořené usazeninami mladších třetihor a čtvrtohorními naplaveninami Torysy. Nadmořská výška se pohybuje v rozmezí 205 až 270 m n. m., střed obce je ve výšce 230 m n. m.

## Historie
První písemná zmínka o obci pochází z roku 1330, kde je uváděná jako Jan, později v roce 1351 jako Iwan a v roce 1773 jako Janowik a od roku 192 Janovík; maďarský název je Jánocska. Obec náležela Abovcům až do konce 14. století a pak různým majitelům. V roce 1427 byla obec daněna z 16 port v roce 1567 to byly tři a půl porty a v roce 1588 už jen tři porty. V roce 1787 žilo v 31 domech 215 obyvatel a v roce 1828  žilo 232 obyvatel v 32 domech.
Hlavní obživou bylo zemědělství a povoznictví.
V obci je římskokatolický kostel svatého Jana Křtitele postavený v roce 1975.